# Harry Zedler
Harry Zedler (* 3. Juli 1946 in Teltow) ist ein ehemaliger deutscher Fußballspieler, der in der DDR aktiv war. Drei Jahre spielte er für den 1. FC Union Berlin in der höchsten DDR-Fußballklasse Oberliga und gewann 1968 mit den Berlinern den DDR-Fußballpokal.

## Sportliche Laufbahn
Die erste der vielen Stationen auf dem Weg Zedlers durch die DDR-Fußballszene war die heimische Betriebssportgemeinschaft Motor Teltow, wo er als Schüler seine erste Fußballausbildung erhielt. Nach seiner Schulausbildung nahm er eine Lehre als Schlosser auf. Für den Männerbereich spielberechtigt geworden, gehörte Zedler zum Aufgebot des zweitklassigen SC Potsdam. Zuvor hatte er im Mai 1965 einen Kurzeinsatz in der Juniorennationalmannschaft der DDR absolviert. Im Herbst 1965 erlitt Zedler eine schwere Verletzung, die ihn monatelang außer Gefecht setzte. Erst im Februar 1966 war er wieder einsatzfähig. Bereits zu Anfang desselben Jahres war die Sektion Fußball des Klubs in die BSG Motor Babelsberg überführt worden, und für sie spielte Zedler noch die Saison zu Ende, wechselte danach aber zum Ligakonkurrenten Motor Hennigsdorf. Dort blieb er zwei Jahre lang, ehe er noch vor Abschluss der Saison 1967/68 zum Berliner Oberligisten 1. FC Union wechselte.
Noch in derselben Spielzeit absolvierte der 1,69 m große offensive Mittelfeldspieler vier Pflichtspiele für die Berliner. Sein erster Einsatz erfolgte am 22. Mai 1968 im DDR-Pokal-Halbfinale, das Union mit 2:1 über den Lokalrivalen FC Vorwärts Berlin gewann und damit in das Endspiel einzog. Vor dem Finale bestritt Zedler noch die beiden letzten Oberligapunktspiele der Saison. Im Pokalfinale gegen den FC Carl Zeiss Jena stand er zunächst nicht in der Startelf, wurde dann aber nach der Verletzung des Verteidigers Hillmann noch in der 67. Minute eingewechselt und konnte sich nach dem überraschenden 2:1-Sieg der Unioner über den eigentlichen Favoriten als Pokalsieger feiern lassen. In den folgenden Spielzeiten gehörte Zedler zum Stammaufgebote der Berliner, die nach ihrem Abstieg 1969 ein Jahr in der zweitklassigen DDR-Liga verbringen mussten. Im April 1971 wurde Zedler zum Armeedienst eingezogen. Zuletzt hatte er noch am 31. März 1971 in der Oberligabegegnung 1. FC Union Berlin – FC  Vorwärts Berlin (1:1) mitgewirkt. Da Zedler nicht wieder zu Union zurückkehrte, sieht seine Bilanz bei den Berlinern folgendermaßen aus:
- 38 Spiele in der Oberliga
- 24 Spiele in der DDR-Liga
- 7 Pokalspiele
- insgesamt 11 Tore

Da Zedler nach seiner Berliner Zeit auch nicht mehr in der Oberliga spielte, hatte er seine hochleistungssportliche Laufbahn bereits im Alter von 25 Jahren beendet. Während seines Militärdienstes spielte er bei der Armeesportgemeinschaft Vorwärts Neubrandenburg. Nach seiner Entlassung schloss er sich für die Saison 1972/73 wieder seiner ehemaligen Gemeinschaft Motor Hennigsdorf an und beendete anschließend seine fußballerische Laufbahn in der Potsdamer Bezirksliga bei der BSG Stahl Oranienburg. Dort war er später auch als Masseur tätig.